# Bathysolea profundicola
Bathysolea profundicola és un peix teleosti de la família dels soleids i de l'ordre dels pleuronectiformes.

## Morfologia
Té entre 43 i 46 vèrtebres.

## Alimentació
Menja poliquets i amfípodes.

## Hàbitat
Viu als fons fangosos de la plataforma continental entre els 200–1350 m de fondària.

## Distribució geogràfica
Es troba a les costes de l'Atlàntic oriental (des del sud d'Irlanda fins a Angola, incloent-hi les Canàries) i penetra a la Mediterrània però no hi forma poblacions abundoses (Sicília, Còrsega).